# Ричард Марчинко
Ричард (Дик) Марчинко – Свирепия (на английски: Richard 'Dick' Marcinko) е американски офицер, един от най-изтъкнатите американски експерти по специални операции.

## Биография и творчество
Роден е на 21 ноември 1940 г. в Лансфорд, Пенсилвания. Завършва международни отношения във военноморското училище в Монтерей, Калифорния и политология в Обърнския университет в Обърн, Алабама.
Служил в специалните части на военноморските сили на САЩ – „Военноморски тюлени“ (Navy SEAL) и създател на специална част „Тюлени група шест“ (SEAL Team SIX).
Марчинко започва кариерата си във Военноморските сили като радист, скоро бива прехвърлен във флотската база на Групите за подводна диверсия (Underwater Demolition Teams) към Военноморските сили на САЩ. Изпълнява два срока на служба във Виетнам, като командир на група от „Военноморските тюлени“ (Navy SEAL). Първоначалната му група се състои от взвод от 14 души. Групата му се отличава с относително висока ефективност и добра подготовка, с тази група Марчинко става известен като един от командирите с най-малко загуби сред личния си състав. Марчинко по това време се бори с променлив успех с изискванията на устава за външния вид, като често позволява на подчинените си да ползват така наречените „променени стандарти за външен вид“, а и той самият предпочита да е с брада и дълга коса.
Прякорът му идва когато влиза в конфликт с командната верига и попада във федерален затвор. Там се ражда „СВИРЕПИЯ"
Автор на автобиографичната книга „Rogue Warrior“ („Свирепият войн“), която е издадена в България от издателство „Атика“ под името „Свирепия“. Впоследствие съвместно с Джон Вайсман написва няколко продължения, които също са издадени от „Атика“ – „Свирепия ІІ“, „Свирепия ІІІ“ и т.н. – които части не са автобиографични, а измислица. След раздялата с Вайсман като съавтор ползва Грег Уалкър и Джим де Фелис.
|  | Тази страница частично или изцяло представлява превод на страницата Richard Marcinko в Уикипедия на английски. Оригиналният текст, както и този превод, са защитени от Лиценза „Криейтив Комънс – Признание – Споделяне на споделеното“, а за съдържание, създадено преди юни 2009 година – от Лиценза за свободна документация на ГНУ. Прегледайте историята на редакциите на оригиналната страница, както и на преводната страница, за да видите списъка на съавторите. ВАЖНО: Този шаблон се отнася единствено до авторските права върху съдържанието на статията. Добавянето му не отменя изискването да се посочват конкретни източници на твърденията, които да бъдат благонадеждни. |